# 李𩔇
廢世子李𩔇（1497年—1506年），是朝鮮王朝第十代國王燕山君的嫡次子，廢妃慎氏所生。
1506年中宗反正，李𩔇被褫奪世子之位，中宗下旨與弟弟昌寧大君李仁、陽平君李誠和李敦壽賜死。

## 家庭
- 未婚妻：昌原丁氏（창원 정씨），丁世明（정세명，1468－1525）長女，1505年被選為世子嬪，未行嘉禮，但已納徵。[1][2]後嫁草溪郡守姜希臣之子姜煥（一說姜熙臣之子姜澳）。